# Rockham
Rockham è un comune (town) degli Stati Uniti d'America della contea di Faulk nello Stato del Dakota del Sud. La popolazione era di 33 abitanti al censimento del 2010. Si trova fuori dalla U.S. Route 212 e una volta era una fermata sull'antica Chicago and North Western Railway.

## Geografia fisica
Rockham è situata a 44°54′13″N 98°49′32″W (44.903491, -98.825602).
Secondo lo United States Census Bureau, la città ha una superficie totale di 1,29 km², dei quali 1,29 km² di territorio e 0 km² di acque interne (0% del totale).
A Rockham è stato assegnato lo ZIP code 57470 e lo FIPS place code 55540.

## Storia
Rockham fu pianificata nel 1886. Deve il suo nome alla città di Rockhampton, in Australia. Un ufficio postale era in funzione a Rockham dal 1887.
La Chicago and North Western Railway costruì una linea ferroviaria da Redfield a Faulkton nel 1886. Rockham venne fondata come fermata della ferrovia nello stesso anno, su una terra in origine di proprietà di Anders Opperud, e fu incorporata il 4 marzo 1909. La prima scuola di Rockham, la F.M. Brown School, fu eretta nel 1884; la Rockham Public School fu costruita nel 1915. Rockham ricevette il suo primo servizio telefonico nel 1903 e l'energia elettrica fu distribuita in tutta la città nel 1919.
Nel 1925, la Rockham Public School fu danneggiata da un tornado.
Nel 1970, la Chicago and North Western Railway chiuse la linea ferroviaria da Redfield a Gettysburg, lasciando Rockham senza servizio ferroviario per il trasporto di grano.
La Rockham Public School fu chiusa nel 1972.
Rockham ha celebrato il suo centenario tra il 4 e 6 luglio 1986.

## Società

### Evoluzione demografica
Secondo il censimento del 2010, la popolazione era di 33 abitanti.

### Etnie e minoranze straniere
Secondo il censimento del 2010, la composizione etnica della città era formata dal 100% di bianchi, lo 0% di afroamericani, lo 0% di nativi americani, lo 0,24% di asiatici, lo 0% di oceanici, lo 0% di altre etnie, e lo 0% di due o più etnie. Ispanici o latinos di qualunque etnia erano lo 0% della popolazione.